# Зелёная металлургия на Украине
Зеленая металлургия — это единственный на Украине действующий финансовый стимул для металлургических предприятий снижать выбросы СО2 до европейских целевых значений в рамках Green Deal и, тем самым, проводить экологическую модернизацию производства.
Металлургические заводы на Украине, сократившие выбросы СО2 до европейского целевого уровня, освобождаются от уплаты части тарифа НЭК «Укрэнерго» на передачу электроэнергии, которая направляется на компенсацию производителям из возобновляемых источников энергии.
Аналогичный финансовый стимул действует в Германии, которая освобождает «зеленую» промышленность от платежей за «зеленую» электроэнергию.

## Национально определяемый вклад и Green Deal
Национально определяемый вклад (НОВ) — это обязательства Украины в соответствии с Парижским соглашением сокращать выбросы СО2. Первый раз Украина взяла такие обязательства в 2015 году. В 2021 году страна должна взять на себя новые обязательства.
European Green Deal — план достижения нулевого выброса парниковых газов и нулевого загрязнения окружающей среды в странах-членах Европейского союза путем перехода от ископаемых к возобновляемым источникам энергии и сырья к 2050 году. Для достижения этой цели ЕС планирует потратить в ближайшие десять лет 1 трлн евро. Целью мероприятий плана является борьба с глобальным потеплением и загрязнением окружающей среды. Принят Европейской комиссией 11 декабря 2019 года.
В 2021—2027 годах в рамках Green Deal будет выделено 100 млрд евро для регионов, наиболее затронутых декарбонизацией. Из них Польша гарантированно получит 2 млрд евро из 7,5 млрд евро в рамках одной из составляющих этой программы — Фонда справедливого перехода, напрямую финансируемого Еврокомиссией.
Германия уже вводит программу финансирования производства «зеленой стали». В 2019 году на сталелитейную промышленность Германии приходилось около трети прямых промышленных выбросов, при этом выбросы CO2 составили более 36 млн т. Министерство окружающей среды Германии планирует выделить на эти цели около 2 млрд евро через Фонд энергетики и климата в ближайшие годы.
Сейчас в Евросоюзе при производстве 1 тонны стали кислородно-конверторным способом выбросы СО2 составляют в среднем 1300 кг, в Украине — 2000 кг. По Green Deal этот уровень к 2050 году должен быть снижен на 80 % или до 250 кг на тонну стали. Такому целевому уровню соответствует лишь производство стали электродуговым способом.

## История принятия
Верховная Рада Украины 21 июля 2020 года приняла в целом закон Украины 810-IX «О внесении изменений в некоторые законы Украины относительно усовершенствования условий поддержки производства электрической энергии из альтернативных источников энергии».
Этот закон содержит ряд норм, которые вводят в юридическое поле Украины такое понятие, как «зеленая металлургия». Их автор — народный депутат Украины, заместитель главы комитета Верховной Рады по экономическому развитию Дмитрий Кисилевский (фракция «Слуга народа»). Он подал правки в законопроект № 881 и № 939, за которые проголосовали 277 и 289 народных депутатов соответственно.
Согласно закону, статус предприятия зелёной металлургии может получить юридическое лицо, выполняющее нормы по прямым выбросам СО2 в производстве стали, не более 250 кг на тонну, использующее исключительно электродуговой метод производства.
Предприятия зелёной металлургии на период действия «зеленого» тарифа для производителей электроэнергии из альтернативных источников, оплачивают тариф оператора системы передачи НЭК «Укрэнерго» за услуги по передаче электрической энергии, приобретаемой для производства стали, без учёта расходов на выполнение специальных обязанностей по обеспечению увеличения доли производства электроэнергии из альтернативных источников энергии.
Основанием для установления такого тарифа предприятий зелёной металлургии является справка Министерства экономического развития, торговли и сельского хозяйства Украины и Министерства защиты окружающей среды и природных ресурсов Украины.

## Предприятия зелёной металлургии на Украине
Теоретически пять металлургических заводов на Украине могут получить статус «зеленой металлургии»: «Интерпайп Сталь» (г. Днепр), «Электросталь» (г. Курахово), «Азовэлектросталь» (г. Мариуполь), «Энергомашспецсталь» (г. Краматорск), «Днепроспецсталь» (г. Запорожье). Именно эти предприятия уже имеют выбросы СО2 ниже 250 кг/т стали, то есть, в пределах норм, которые ЕС намерен достичь в рамках Green Deal к 2050 году.
По итогам 2020 года на эти 5 метзаводов приходится 5,5 % выплавляемой на Украине стали и менее 1 % от общего потребления электроэнергии в Украине.
Ещё ни один метзавод не получил статус «зеленой металлургии», поскольку Кабинет министров до сих пор разрабатывает порядок получения этого статуса.